# Armeens-Apostolische Kerk

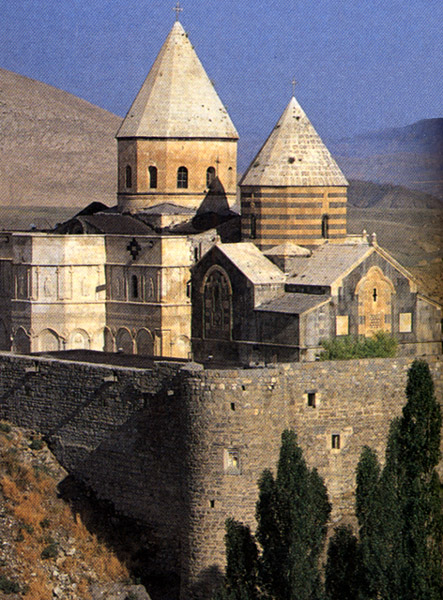
Qara Kelisa in Iran

De Armeens-Apostolische Kerk (Armeens: Հայ Առաքելական Եկեղեցի, Hay Araqelakan Yekeghetsi) is een zelfstandige kerk, gesticht in Armenië. Ze behoort sinds het concilie van Chalcedon (451) tot de oriëntaals-orthodoxe kerken.
Deze kerk wordt soms aangeduid als de Gregoriaanse Kerk; dit is afgeleid van de patroonheilige van het Armeense volk, de heilige Gregorius de Verlichter. Maar deze naam heeft niet de voorkeur van de Kerk, omdat het de apostelen Bartholomeus en Thaddeus als de oprichters van deze kerk ziet.

## Voor het christendom
Voor de aanname van het christendom, waren de Armeniërs heidenen. Dat houdt in dat Armenië haar eigen mythologie had met daarvan geërfde tradities en cultuur.

## Ontstaan en geschiedenis van de kerk
De term "apostolisch" werd toegevoegd omdat volgens de overlevering het christendom in Armenië gepredikt werd door de apostelen Thaddeus en Bartholomeus. In 301, na dertien jaar gevangenschap in de "bodemloze" put van Khor Virab, bekeerde Grigor Lusavorich (St. Gregorius de Verlichter) de Armeense koning Tiridates IV en het christendom werd – in dit land als eerste in de wereld – staatsgodsdienst.
In 451 was Armenië niet vertegenwoordigd op het concilie van Chalcedon, daar het te druk verwikkeld was in de strijd met de Perzen. Toen de bevrijding een (voorlopig) feit was en men de besluiten van het concilie vernam, wees men deze af. In 505 koos de Armeense kerk formeel voor het miafysitisme. Ze scheidde van Rome en Constantinopel.
Waarschijnlijk lagen vooral vertaalfouten aan de grondslag van het conflict. Maar ook politiek kan meegespeeld hebben: de oorlog tegen de Perzen werd gevoerd zonder Byzantijnse hulp.
De scheiding bracht een vergaande isolatie mee ten aanzien van de rest van christendom.
Dit alles vond plaats lang vóór het Groot Schisma van 1054 met de scheiding van het oosterse en het westerse christendom resulterend in de vorming van de oosters-orthodoxe kerken en de Rooms-Katholieke Kerk. De Armeens-Apostolische Kerk behoort tot geen van beide.
De Armeens-Apostolische Kerk is een autocefale kerk sinds de 5e eeuw.
In de 19e eeuw maakte een protestantse groep zich los van de Armeense-apostolische Kerk: de Armeens-Evangelische Kerken, die de oosterse liturgie los lieten. Zij tellen enkele honderdduizenden gelovigen.

## Geloof en spiritualiteit
De Armeense spiritualiteit is sterk bepaald door het lijden. Jezus' dood en verrijzenis worden met de collectieve ervaring van lijden verweven in de Armeense gebeden en religieuze liederen.
De Armeense praktijken lijken in het algemeen op die van andere oostelijke kerken; de priesters kunnen huwen en communie wordt gegeven met zowel brood als wijn, hoewel het gebruik van ongedesemd brood een Westerse praktijk is.
De liturgische taal is klassiek Armeens, ook wel Grabar genoemd.
Zoals de andere oriëntaals-orthodoxe kerken beroept de Armeens-Apostolische Kerken zich wat de geloofsleer betreft op de eerste oecumenische concilies van de ongedeelde kerk, n.l. het Eerste Concilie van Nicaea (325), het Eerste Concilie van Constantinopel (381) en het Concilie van Efese (431). De Armeens-Apostolische Kerk gebruikt - sinds 1924 - de gregoriaanse kalender.

## Huidige situatie
De Armeens-Apostolische Kerk telt ongeveer 6 miljoen leden en heeft twee katholikoi: Karekin II van Edzjmiatsin, Armenië en Aram I van Antelias, Libanon. Daarnaast bestaan er twee patriarchen: een in Jeruzalem en een in Constantinopel. Deze patriarchaten moeten niet verward worden met het Grieks-orthodox patriarchaat van Jeruzalem, het Latijns patriarchaat van Jeruzalem en het Oecumenisch patriarchaat van Constantinopel.
Alle vier hebben ze een grote mate van kerkelijke autonomie maar de katholikos van Edzjmiatsin, die zichzelf 'katholikos van alle Armeniërs' noemt, wordt mede gekozen door Armeniërs uit de diaspora en fungeert als een primus inter pares. Het is aan Karekin I te danken dat de historisch gegroeide tegenstelling tussen de beide katholikos-zetels is bijgelegd.
In Nederland telt de kerk ca. 25.000 leden. Er zijn Armeense kerken gevestigd in Amsterdam, Almelo en Maastricht. Daarnaast bestaan er Armeense parochies in, Arnhem, Assen, Eindhoven, Dordrecht en 's-Hertogenbosch. In België zijn er Armeens-apostolische kerken in Antwerpen, Brussel en Mechelen. Al deze parochies vallen jurisdictioneel onder het Katholikaat van Etsjmiadzin in Armenië.

### Enkele kerken in het historische Armenië
- Kerk van het Heilige Kruis, op het eiland Akdamar in het Vanmeer, Turkije
- Qara Kelisa, Iran
- Sint-Stefanuskerk (Iran), Iran
- Kathedraal van Sjoesja, Nagorno-Karabach